# 葉山夏樹
葉山 夏樹（はやま なつき、1939年6月28日 - ）は、日本の実業家。田辺三菱製薬株式会社の初代代表取締役社長や、日本製薬工業協会副会長を務めた。

## 人物・経歴
- 長野県木曽郡山口村（現在の岐阜県中津川市）出身。
- 1958年（昭和33年）3月、岐阜県立中津高等学校卒業[1]。
- 1962年（昭和37年）3月、富山大学経済学部卒業。4月1日、田辺製薬（現・田辺三菱製薬）に入社。営業企画センター所長を経て、1996年（平成8年）、取締役に昇格。
- 1998年（平成10年）、常務取締役営業本部長。
- 1999年（平成11年）、専務取締役（営業統括）。
- 2001年（平成13年）、代表取締役副社長[2][3]。
- 2002年（平成14年）から2007年（平成19年）9月30日まで、田辺製薬の代表取締役社長を務め、機構改革などにあたった[2][3]。
- 2003年（平成15年）、日本製薬工業協会副会長[4]。
- 2007年（平成19年）10月1日、田辺製薬と三菱ウェルファーマとの合併により発足した田辺三菱製薬の初代代表取締役社長に就任[5]。
- 2009年（平成21年）、取締役相談役に退いた。